# Messel
Messel je njemačko mjesto u pokrajini Darmstadt-Dieburg u Hessenu, u blizini Frankfurta. Mjesto je najpoznatije po jednom od najvažnijih nalazišta fosila na svijetu, tzv. Drevnom kopu Messela (slika desno).

## Povijest
Naselje se prvi put spominje kao Masilla u kodeksu opatije u Lorschu. Pripadao je dinastiji Groschlag od oko 1400. do 1799. god. Nakon što je ova dinastija ostala bez muških potomaka trebao je pripasti nadbiskupu Mainza, no stanovništvo je željelo da vladaju ženski potomci dinastije. Naposljetku je nadbiskup von Albini okupirao naselje s vojskom od 50 husara. God. 1806., selo je pripalo Vojvodstvu Hessen.

## Drevi kop Messela
Drevni kop Messela, stari kamenolom, je važno nalazište fosila iz Eocena. Isprva se tu od 1859. god. kopao lignit, da bi 1900. god. bili otkriveni fosilni ostaci koji su se značajno počeli izučavati tek 1970ih. od 1974. god. obustavljena su iskorištavanja lokacije i lokalnom stanovništvu je bilo dozvoljeno da iskapaju fosile. Arheolozi amateri su razvili tehniku "prebacivanja fosila", tj. zaštitu fosilnih naalaza uporabom epoksi smole i lakova; tehnika koja se i danas koristi. 
Kada je lokacija trebala biti pretvorena u odlagalište otpada, lokalno stanovništvo je obustavilo iskapanja i grad Hessen ju je otkupio 1991. god. Upisan je na UNESCOv popis mjesta svjetske baštine u Europi (1995.) kao jedino nalazište fosila koje je mjesto svjetske baštine. Iako se i danas pronalaze mnogi fosili, ovaj kop sve više ima i turistički značaj.
- Paleontološki muzej u Messelu
- Fosil ranog primata Darwinus Masillae s karakteristikama antropoida.
- Maleni sisar Kopidodon s jasno ocrtanim krznom
- Paleoperca proxima je samo jedna od više od 10,000 fosila raznih riba pronađenih u Messelu.
- Propalaeotherium, stariji predak konja.

## Vanjske poveznice
- Fosili iz Messela  Arhivirana inačica izvorne stranice od 9. listopada 2007. (Wayback Machine)

### Ostali projekti
|  | Zajednički poslužitelj ima još gradiva o temi Messel |